# Ilaria Brocchini

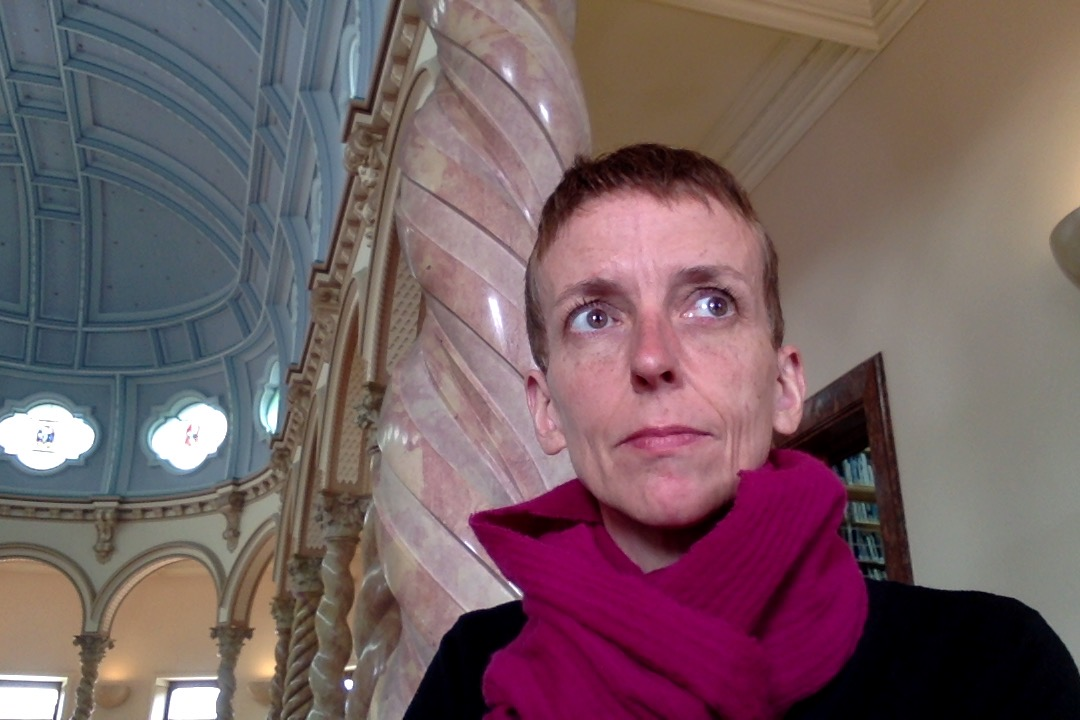
Ilaria Brocchini, Genf, 2018

Ilaria Brocchini (* 1966 in Italien) ist eine französische Philosophin.

## Leben
Brocchini studierte in Italien, Deutschland und Frankreich Philosophie und Architektur und promovierte 2005 an der philosophischen Fakultät der Université Paris 1 Panthéon-Sorbonne mit einer Arbeit über den Philosophen Walter Benjamin.
An der Maison des sciences de l'Homme Paris-Nord war sie mit dem Philosophen Jean-Louis Déotte am Forschungsprojekt Arts, appareils, diffusion beteiligt.
Brocchini lebt und arbeitet in Genf.

## Werk
Brocchinis Forschungsschwerpunkt liegt im Verhältnis von Vernunft und Glaube.
Der Mensch ist für Brocchini, in jeder Epoche, gleichzeitig, ein glaubendes und ein rationales Wesen und nie weder das eine oder das andere.
Brocchini interessiert insbesondere, wie dieses Verhältnis die materielle Welt prägt.
Nach ihr verwandele der Glaube die materiellen Wesen in etwas, das Brocchini „Spuren“ nennt. Er verleihe der materiellen Welt eine Aura, im Sinne des Philosophen Walter Benjamin, und dieser Prozess gehe nie zu Ende, weil der Mensch gleichzeitig ein glaubendes und rationales Wesen sei und bleibe.
Eine Entzauberung der Welt im Sinne des Soziologen Max Weber ist für Brocchini nicht möglich und wahrscheinlich sogar nicht wünschbar.

## Veröffentlichungen
- Le Mal. Raisons et Croyance, L’Harmattan, 2024.
- L'attente en philosophie, L’Harmattan, 2021.
- En deçà des apparences, L’Harmattan, 2018.
- Les traces de la croyance, L’Harmattan, 2015.
- mit Paul Scheerbart: Écrits sur la technique militaire, L’Harmattan, 2008.
- Trace et disparition dans l’œuvre de Walter Benjamin, L’Harmattan, 2005.